# Bolimów
Bolimów ist eine Stadt im Powiat Skierniewicki der Woiwodschaft Łódź in Polen. Es ist Sitz der gleichnamigen Stadt-und-Land-Gemeinde mit 4026 Einwohnern (Stand 31. Dezember 2020).
Bolimów liegt am Fluss Rawka.

## Geschichte

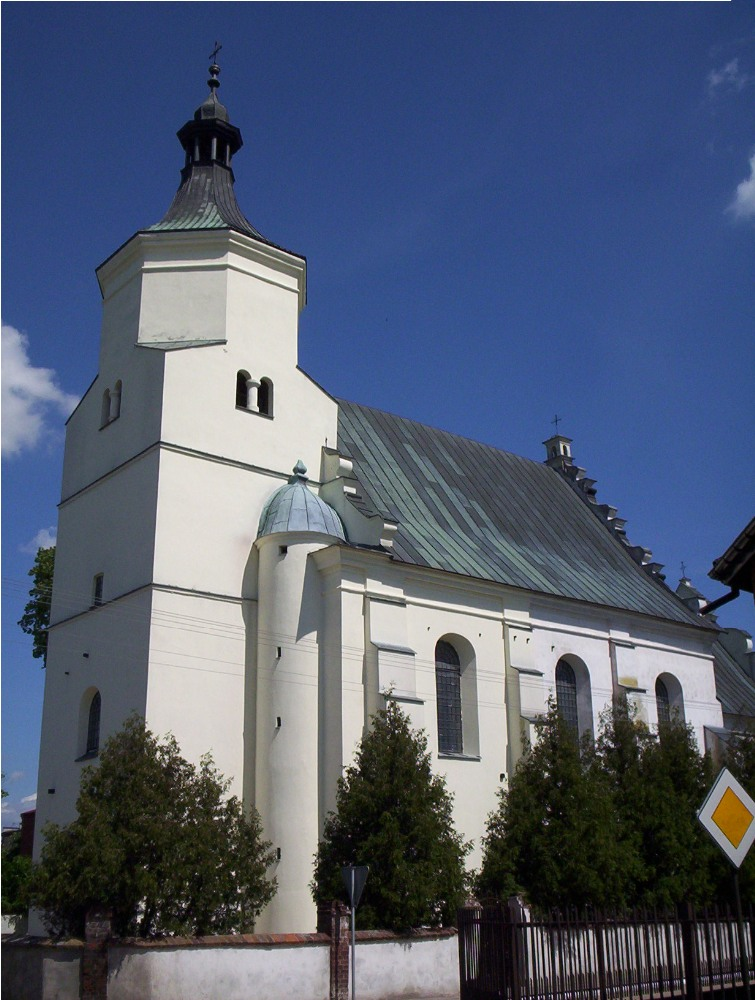
Kirche der Heiligen Anna

Bolimów bestand bereits im 10. Jahrhundert. Von 1370 bis 1870 hatte der Ort den Status einer Stadt. 1657 wurde es im Zuge der Schwedischen Flut niedergebrannt. Ab 1792 gehörte das Dorf zuerst zu Preußen, dann zum Herzogtum Warschau und schließlich zu Kongresspolen.
Während des Ersten Weltkriegs fanden um Bolimów erbitterte Kämpfe zwischen russischen und deutschen Truppen statt, in deren Zuge es zum Einsatz von Giftgas in großem Umfang kam. So setzte die deutsche 9. Armee bei einer Offensive Ende Januar 1915 erstmals mit Xylylbromid gefüllte Geschosse gegen russische Truppen ein. 18.000 Gasgranaten waren bereitgestellt worden, deren Wirkung aber durch Kälte und Schnee nahezu aufgehoben wurden. Ende Mai 1915 wendeten deutsche Gastruppen hier erstmals Chlorgas mit einem etwa fünfprozentigen Zusatz von Phosgen gegen russische Soldaten an.
Während des Zweiten Weltkrieges wurde das Dorf nach dem Überfall auf Polen im September 1939 von Deutschland besetzt und im Januar 1945 von der Roten Armee befreit.
Zum 1. Januar 2022 wurde Bolimów wieder zur Stadt erhoben.

## Gemeinde
Zur Stadt-und-Land-Gemeinde (gmina miejsko-wiejska) Bolimów gehören 20 Dörfer mit 21 Schulzenämtern (sołectwa).

## Friedhöfe
Der jüdische Friedhof in Bolimów steht unter Denkmalschutz. In der Gmina Bolimów (siehe dort) befinden sich vier deutsche Soldatenfriedhöfe.